# Spela för mig
Spela för mig (engelska: Make Mine Music, Finland: Schlagerparaden) (på svenska även känd under originaltiteln och med den alternativa stavningen Spela för mej) är en amerikansk animerad film från 1946, producerad av Walt Disney. För den övergripande regin svarade Jack Kinney.

## Handling
Spela för mig består av 10 musikbaserade kortfilmer, utan inbördes kopplingar. Filmen var Disneystudions försök att göra en Fantasia byggd på (i huvudsak) nyskriven populärmusik. Titelsången sjöngs av The Pied Pipers (Hal Hopper, June Hutton, Chuck Lowry och Clark Yocum)
- The Martins and the Coys i regi av Jack Kinney och med manus av Ted Weems och Al Cameron
  - Musik: "The Martins and the Coys" av Al Cameron & Ted Weems
  - Framförd av The King's Men

En familjefejd kommer till ända när den unga generationen i respektive familj blir kära. Denna episod är bortcensurerad i vissa utgåvor av filmen, på grund av den kraftiga vapenanvändningen. Filmen har även blivit släppt som fristående kortfilm.
- Blue Bayou
  - Musik: "Blue Bayou" av Bobby Worth & Ray Gilbert
  - Framförs av Ken Darby Chorus.

En häger tar en kvällspaus vid en damm i ett stilla landskap under månens sken. Denna filmsekvens producerades för Fantasia, där den skulle illustrera Debussys "Clair de lune", men ströks ur den filmen. 
- All the Cats Join In
  - Musik: "All the Cats Join In" av Alec Wilder, Ray Gilbert & Eddie Sauter
  - Framförd av Benny Goodmans orkester.

Enkla skisser bläddras fram på ett skissblock, till Goodmans musik.
- Without You
  - Musik: Without You" av Osvaldo Farres & Ray Gilbert
  - Framförd av Andy Russel

Ett öde rum och regnet som porlar utanför huset illustrerar detta stycke.
- Casey at the Bat i regi av Jack Kinney och med manus av Homer Brightman och Eric Gurney efter en dikt av Ernest Lawrence Thayer.
  - Musik: "Casey, the Pride of them all" av Ray Gilbert, Ken Darby och Eliot Daniel.
  - Reciterad av Jerry Colonna, som också står för samtliga röster i avsnittet.

Colonna reciterar en berömd amerikansk dikt om den kaxige baseballspelaren Casey, och hur hans attityd blir hans undergång. Filmen har senare släppts som fristående kortfilm.
- Two Silhouettes
  - Musik: "Two Silhouettes" av Charles Wolcroft och Ray Gilbert
  - Framförd av Dinah Shore, till dans av David Lichine och Tatiana Rjabusjinskaja.

Två älskande förlorar sig i dansens virvlar. Skuggorna läggs mot animerad bakgrund.
- Peter och vargen (Peter and the Wolf) i regi av Clyde Geronimi och med manus av Eric Gurney och Dick Huemer
  - Musik: "Peter och vargen" av Sergej Prokofjev
  - Återberättad av Sterling Holloway

Den ryske pojken Peter ger sig ut i skogen för att skjuta varg. Filmen har senare släppts som fristående kortfilm.
- After You've Gone i regi av Jack Kinney
  - Musik: "After You've Gone" av Henry Cramer & Turner Leighton
  - Framförd av Benny Goodman, Cozy Cole, Teddy Wilson och Sid Weiss

Fyra instrument - en klarinett, en trumma, ett piano och en kontrabas - blir levande och ger sig in i ett slagsmål med varandra. Filmen har senare släppts som fristående kortfilm, då under titeln Two for the Record.
- Johnnie Fedora and Alice Blue Bonnet i regi av Jack Kinney.
  - Musik: "Johnnie Fedora and Alice Blue Bonnet" av Allie Wrubel & Ray Gilbert
  - Framförd av Andrews Sisters (Laverne Andrews, Maxene Andrews och Patty Andrews)

Två hattar i ett varuhus blir djupt förälskade i varandra, men blir skilda åt då de säljs till två olika köpare. Efter många strapatser kan de dock till slut återförenas. Filmen har senare släppts som fristående kortfilm.
- The Whale Who Wanted to Sing at the Met i regi av Clyde Geronimi och Hamilton Luske och med manus av T. Hee och Richmond Kelsey efter en berättelse av Irvin Graham
  - Musik: Utdrag ur operorna "Lucia di Lammermoor" av Gaetano Donizetti, "Barberaren i Sevilla" av Gioacchino Rossini och "Martha" av Friedrich von Flotow
  - Berättad av Nelson Eddy.

Valen Willie vill inget hellre än att sjunga opera, och blir så småningom upptäckt av människorna. Men professor Tetti Tatti vägrar att acceptera att valar kan sjunga och ger sig efter Willie med harpun. Filmen har senare släppts som fristående kortfilm, då under titeln Willie the Operatic Whale.

## Rollista
Utöver filmens tre berättare - Jerry Colonna, Sterling Holloway och Nelson Eddy - och de framträdande musikerna och dansarna medverkade även Pinto Colvig, som stod för djurläten i flera av episoderna.

## Om filmen
Under krigsåren producerade Disney flera antologifilmer av detta slag, då det inte fanns kapital till att göra långfilmer. Filmen hade premiär den 15 augusti 1946. Två år senare fick ännu en film av samma format premiär - Jag spelar för dig.

## Svenska premiärer
- 4 april 1949 - Biopremiär[2]
- 1982-1983 - Köpvideopremiär
- 1985 - Nypremiär på video
- 8 november 2006 - DVD-premiär
- 3 oktober 2007 - Nypremiär på DVD

Den svenska biopremiären var barnförbjuden.